# Tristes trópicos (álbum)
Tristes trópicos es el segundo álbum de la banda ecuatoriana Lolabúm, conformada por Pedro Bonfim, Martín Erazo, José Miguel Fabre y Joaquín Prado. Fue anunciado el 11 de enero de 2018 por medio de su cuenta oficial en Instagram, y publicado el 13 de julio de 2018 con un total de 15 canciones. Después de su lanzamiento la banda realizó una gira de presentación del disco por 8 ciudades del Ecuador (Portoviejo, Riobamba, Loja, Cuenca, Quito, Puyo, Guayaquil y Latacunga) y en mayo de 2019 se realizarían una gira por 8 ciudades de Colombia, entre ellas Bogotá, Medellín, Cali, Ibagué, Armenia, Manizales, Popayán y Pasto.

## Título del álbum
Tristes trópicos es un oxímoron, es decir una contradicción metafórica utilizada frecuentemente en poesía amorosa y mística.  Llamado así por el libro del mismo nombre del autor francés Claude Levi-Strauss, donde documenta sus viajes y trabajo antropológico, además de impregnar reflexiones filosóficas e ideas que vinculan a muchas disciplinas académicas, como la sociología, la geología, la música, la historia y la literatura.

## Concepto
Lolabúm es una banda con influencias del indie pop, indie rock y noise pop. Su segundo álbum es producto de una serie de vivencias de los integrantes de la banda, principalmente, la mudanza del vocalista y guitarrista de la banda (Pedro Bonfim) a Guayaquil, para estudiar literatura en la Universidad de las Artes. 
Musicalmente el álbum está compuesto por letras de Bonfim y pistas hechas en un sampler, acompañado de otros instrumentos: la guitarra de Joaquín Prado, el bajo de Martín Erazo y la batería de “Jim” Fabre. Las 15 canciones que forman el disco se centran en temas como el miedo, los acontecimientos diarios y la soledad. Además, Bonfim hace uso de la jerga urbana, juegos de palabras, metáforas literarias y personales, entre otros recursos en sus letras. Inclusive una de las canciones de este álbum juega con un trabalenguas  común y distintivo del español:

“Tristes trópicos / tristes tigres / tragan trípticos en sus trópicos / tristes tráficos tragan tigres / y en sus trípticos tristes trapos. Mi imperio por este animal”.

## Portada del álbum
La portada del disco está inspirado en la portada de The Life of Pablo (2016) de Kanye West. El tipo de fuente usado para el título del álbum en la portada es Arial Bold, dejando en claro la sencillez y cotidianidad, el concepto del trabajo discográfico. La representación visual también surge de una tarde de contemplación nostálgica en la que Pedro admira desde su balcón céntrico a Guayaquil. Sumado a esto, encontramos elementos de la estética vaporwave como lo son los edificios y los paisajes urbanos.
La imagen que ocupa el centro de la portada está inspirada tanto en la obra de La Artefactoría como en su exposición “¿Es inútil sublevarse?”, a la que Pedro visitó en los meses que se producía el álbum, asegurando: " 'Lluvia en Guayaquil' era una postal que adoptaba la misma forma de la actual portada de Tristes Trópicos ya que en ambas se observa la sobre posición de una foto sobre otra".
Los tigres específicamente sus rayas e irregularidades tuvieron protagonismo en la estructura estética de la obra, las fotos de un edificio y una tienda de la ciudad de Guayaquil recortadas y vueltas a fundir en una sola imagen a manera de collage que a su vez simulan las características rayas de un tigre lo demuestran. Estas fotos fueron capturadas con el celular de Pedro sin pensar en la finalidad para la que iban a ser utilizadas.

## Alcance a nivel nacional
La acogida del disco se hizo visible en redes sociales desde antes que se publicara el álbum oficialmente gracias a las filtraciones que hacían los propios integrantes de la banda y personas allegadas a ellos y al proyecto, como Lucca Bocci y Felipe Lizarzaburu de La Máquina Camaleón, que compartieron fragmentos de las canciones como parte de la promoción del disco en los primeros días de su lanzamiento, llegando a ser uno de los 50 más escuchados en Ecuador en Spotify Latinoamérica a escasas horas después de su lanzamiento. PoliMusic  es su casa discográfica, siendo esta, sello discográfico de otros artistas ecuatorianos como Tripulación de Osos, Cometa Sucre y Paola Navarrete. Tristes Trópicos fue grabado en el estudio del sello en Guayaquil y en el estudio de Felipe Andino. Xavier Muller, quién ha colaborado con La Máquina Camaleón en Amarilla, fue el encargado de la masterización del disco.

## Vídeos Musicales
Entre los meses posteriores a la publicación del álbum se lanzaron cuatro vídeos musicales de las canciones “Avión”, “Pócima”, "El Ecuador" y "Lágrima" respectivamente.
El video de Lágrma se convirtió en el más destacado, con Leonardo Espinoza en la dirección, Diego Torres en la dirección de fotografía, la edición estuvo a cargo de Leo Espinoza y Diego Torres. Este videoclip fue filmado en 5P Market en la ciudad de Cuenca. Este videoclip nos transporta al interior de un tienda de abastos, los integrantes de la banda juegan con la mercadería y otros objetos que se encuentran a su alrededor mientras Pedro Bonfim canta, hasta que los encargados del lugar intentan detener la situación. El ambiente y la fotografía convierte una situación absurda en un corto interesante de ver.

## Lista de canciones
El álbum tiene una duración total de 43:34 minutos divididos en 15 cortes. Todas las canciones escritas y compuestas por Pedro Bonfim, excepto las indicadas.
| N.º | Título                    | Duración |  |
| 1.  | «Miedo» (Lolabúm)         | 03:09    |  |
| 2.  | «Noticias»                | 03:24    |  |
| 3.  | «Avión»                   | 02:59    |  |
| 4.  | «Sin sueño»               | 01:19    |  |
| 5.  | «Lágrima»                 | 03:44    |  |
| 6.  | «Pócima»                  | 02:55    |  |
| 7.  | «Sin sol»                 | 00:38    |  |
| 8.  | «Insistencia»             | 03:13    |  |
| 9.  | «El Ecuador»              | 03:57    |  |
| 10. | «Tristes trópicos»        | 02:56    |  |
| 11. | «El tigre»                | 02:56    |  |
| 12. | «Cánidos» (Joaquín Prado) | 02:08    |  |
| 13. | «Erre erre erre»          | 03:48    |  |
| 14. | «Loco»                    | 04:16    |  |
| 15. | «Trópicos»                | 04:10    |  |